# Fatal Love
Fatal Love — студийный альбом южнокорейского хип-хоп бой-бэнда Monsta X, вышедший 2 ноября 2020 года на лейблах Starship Entertainment и Kakao M

## Выпуск и продвижение
Альбом был анонсирован 5 октября 2020 года. С 22 по 27 октября выходили четыре версии концептуальных фотографий для альбома, 29 октября вышел тизер клипа для ведущего трека альбома «Love Killa», а 1 ноября превью альбома. В один день с выходом альбома вышла экранизация в виде клипа на ведущий трек «Love Killa». После выхода сингла группа начала продвигаться на корейских музыкальных шоу, они победили на двух из них 10 ноября на The Show и 11 ноября на Show Champion.
Физическая версия в виде CD вышла в четырёх версиях.

## Содержание
Открывающая композиция альбома «Love Killa» содержит в себе элементы попа и рэпа. Вокальную часть исполняют участники Monsta X Минхёк, Кихён, Шону и Хёнвон, а читают рэп Чжухон и АйЭм. Следующая, танцевальная композиция «Gasoline» должна была войти в предыдущий альбом коллектива Fantasia X. В «Thriller» присутствует «быстрая читка» рэпа Чангюна, после которой идёт вокал Хёнвона. Жанром следующего, четвертого трека «Guess Who» является «тяжелый хип-хоп». Песня «Nobody Else» написана Хёнвоном, на интервью Hello Kpop он сказал, что это «среднетемповый трек с Fatal Love». Песня в жанре EDM «Beastmode» написана рэпером группы Чжухоном. В начале композиции он говорит: «It’s time to wake up» после чего, начинается с тяжёлый басс, а после него рэп. «Stand Together» также продюсировал Чжухон. Рэп Чангюна в ней отсылает к инвестициям вокалиста Кихёна в компанию Kakao M, которая является материнской компанией их лейбла Starship Entertainment. Следующий трек «Night View» спродюсирована другим рэпером группы Чангюном. Её жанр эмбиент-поп, как говорит сам продюсер она была вдохновлена лунной ночью в его студии. «Last Carnival» — акустическая песня, Вера Юнг из SCMP отметила, что «в течение 20 секунд трек становится довольно оптимистичным и веселым». Закрывающий трек альбома «Sorry I'm Not Sorry» повествует о расставании в жанре Lo-Fi и R&B.

## Приём

### Коммерческий успех
В Корее Fatal Love получил платиновую сертификацию от KMCA с 250,000 продажами физической версии альбома. Альбом также дебютировал на первом месте в корейском чарте Gaon и на US World Album Billboard на 11 месте. В Японском чарте Oricon альбом дебютировал на 16 месте.

### Реакция критиков
Вера Юнг из South China Morning Post считает, «Fatal Love доказывает, что Monsta X может возвращаться все сильнее и лучше с каждым новым релизом. Каждая песня здесь демонстрирует особый стиль Monsta X, дополняя „смертоносную“ концепцию альбома».

### Сертификации и продажи
| Страна           | Сертификация | Продажи |
| ---------------- | ------------ | ------- |
| Республика Корея | Платиновая   | 250,000 |
| Япония           | —            | 4,306   |

### Победы и номинации
| Церемония награждения   | Номинация              | Результат | Прим.  |
| ----------------------- | ---------------------- | --------- | ------ |
| 35th Golden Disc Awards | Album Division Bonsang | Номинация | [ 16 ] |

### Попадание в списки
| Критик/Публикация        | Список                               | Прим   |
| ------------------------ | ------------------------------------ | ------ |
| South China Morning Post | Лучшие 15 k-pop альбомов за 2020 год | [ 17 ] |

## Список композиций
| №                   | Название              | Текст песни                                    | Музыка                                    | Длительность |
| ------------------- | --------------------- | ---------------------------------------------- | ----------------------------------------- | ------------ |
| 1.                  | «Love Killa»          | Seo Ji-eum, Чжухон, I.M, Jeff Lewis, Andy Love | Willie Weeks, Brother Su, Kyler Niko      | 3:02         |
| 2.                  | «Gasoline»            | Flyinglab, Чжухон, I.M                         | Albin Nordqvist, Andreas Oberg            | 3:58         |
| 3.                  | «Thriller»            | Lee Su-ran, danke, Чжухон, I.M                 | Jeff Lewis, Andy Love, Joony              | 3:39         |
| 4.                  | «Guess Who»           | danke, Чжухон, I.M                             | Daniel Kim, Willie Weeks, Mr Danny        | 3:25         |
| 5.                  | «Nobody Else»         | Хёнвон, Jantine Annika Heij, I.M, Justin Oh    | Хёнвон, Jantine Annika Heij               | 3:02         |
| 6.                  | «Beastmode»           | Чжухон, 9F, Eric Nam, I.M                      | Чжухон, 9F, Eric Nam                      | 3:15         |
| 7.                  | «Stand Together»      | Чжухон, Ye-Yo!, I.M                            | Чжухон, Ye-Yo!, Laser                     | 3:03         |
| 8.                  | «Night View»          | I.M, Yoonseok, Wooki, Joohoney                 | I.M, Yoonseok, Wooki                      | 3:09         |
| 9.                  | «Last Carnival»       | FlyingLab                                      | Jeremy Jasper, Adrian McKinnon, LDN Noise | 2:54         |
| 10.                 | «Sorry I'm Not Sorry» | Bottle God, Чжуён                              | Bottle God, Чжуён                         | 3:27         |
| Общая длительность: | Общая длительность:   | Общая длительность:                            | Общая длительность:                       | 33:04        |